# کافمن کوو (آلاسکا)
کافمن کوو (به انگلیسی: Coffman Cove) شهری در ناحیه سرشماری پرینس آو ویلز-هایدر ایالت آلاسکا است که جمعیت آن در سرشماری سال ۲۰۰۰ میلادی ۱۹۹ نفر بوده‌است.